# Corynaea crassa
Corynaea crassa är en tvåhjärtbladig växtart som beskrevs av Joseph Dalton Hooker. Corynaea crassa ingår i släktet Corynaea, och familjen Balanophoraceae. Utöver nominatformen finns också underarten C. c. sprucei.

## Bildgalleri

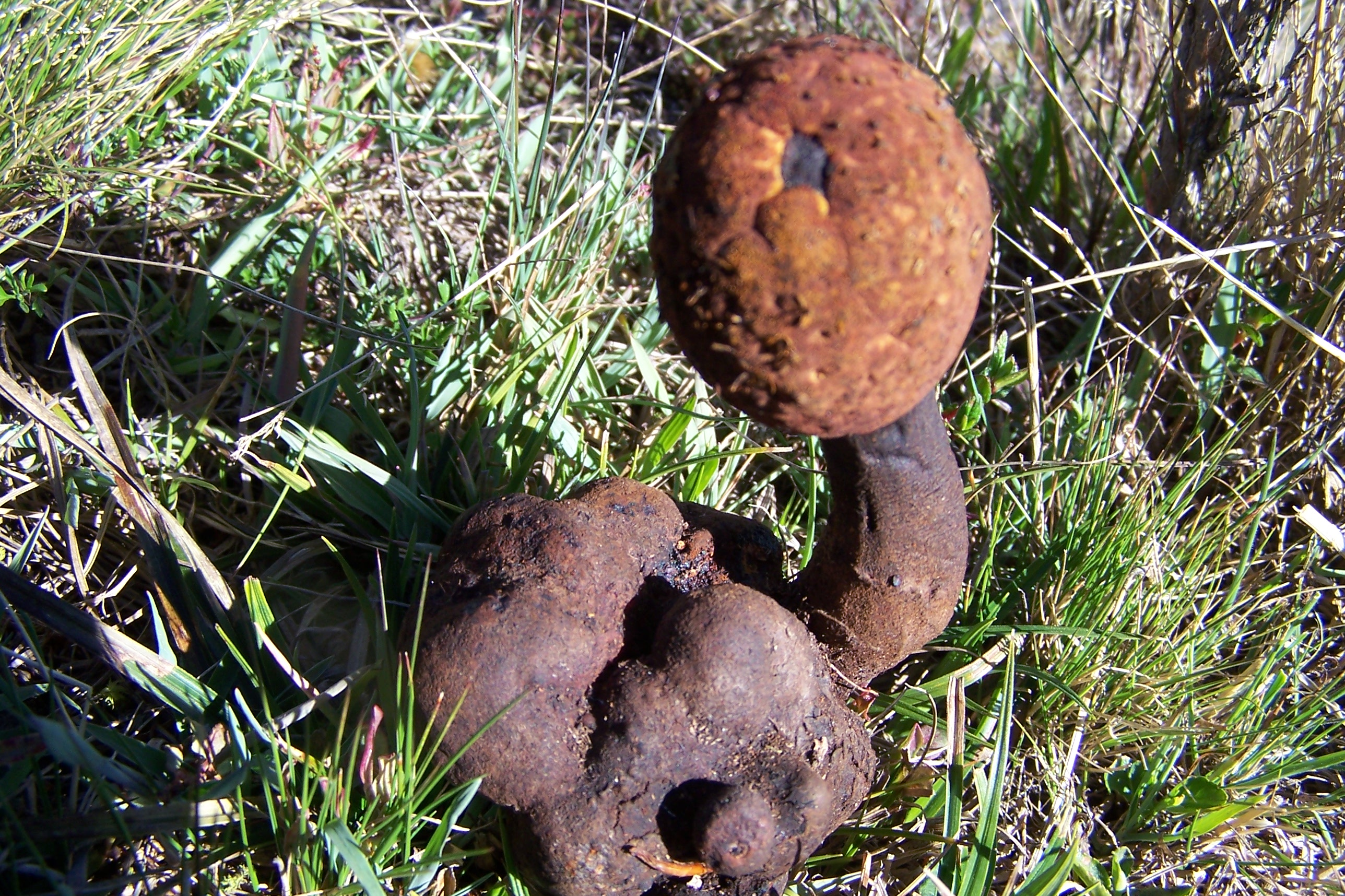